# 스티어링 휠

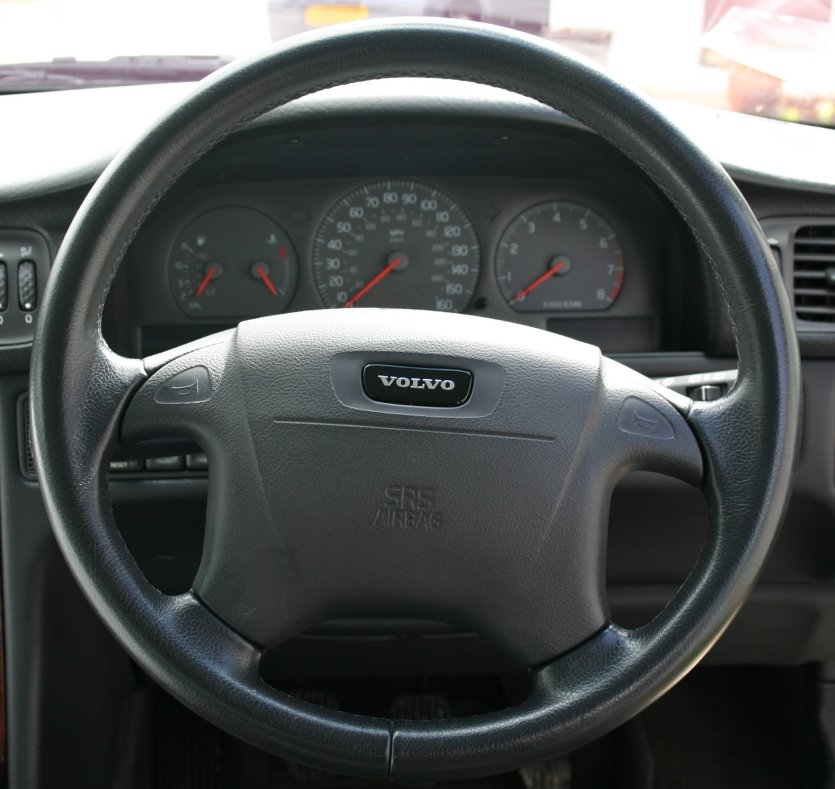
자동차의 스티어링 휠(볼보 S70)

스티어링 휠(영어: steering wheel) 또는 운전대, 핸들(일본어식 영어: handle)은 자동차의 방향을 전환할 때 사용하는 원형의 조향장치이다. 차체가 높고 클수록 운전대 돌리는 힘도 크게 들어서 조정이 어렵다. 이런 점을 개선하려고 운전대와 차륜 사이에 몇 개의 연결봉 이외에 조향을 경쾌하게 하기 위한 감속기어가 사용되고 있으며, 따라서 왼쪽에서 오른쪽으로 최대한 돌릴 때 자동차는 자전거와 달리 일문자 운전대가 아니므로 둥근 운전대를 일반적으로 2∼5회 정도 회전시켜야 한다. 대형 승용차나 스포츠카, 트럭 등 후륜구동 방식이 주로 사용되는 자동차의 경우 운전대를 꺾을 때 인력뿐만 아니라 유압식 보조장치를 부착시켜서 한손으로도 쉽게 꺾을 수 있도록 조정장치가 가볍게 되어 있다. 편하게 돌릴 수 있다는 이유로 운전대에 봉을 다는 사람들이 많다. 하지만 보조 손잡이를 달게 되면 자동차가 급정거를 했을 때 눈을 부딪혀 실명될 수 있고, 에어백이 달려 있을 경우 센서 오작동으로 에어백이 터지지 않게 된다.

## 같이 보기
- 대면 통행
- 리모컨